# 比洛烏索韋 (赫爾松州)
47°18′59″N 33°13′54″E / 47.31639°N 33.23167°E
比洛烏索韋（烏克蘭語：Білоусове）是位於烏克蘭南部的村莊，由赫爾松州貝里斯拉夫區的大亞歷山德里夫卡市鎮負責管轄。該村始建於1783年，面積0.44平方公里，海拔高度13米，2001年人口277，人口密度每平方公里625.3人。